# Centre d'art des posters de propagande de Shanghai
Le Centre d'art de poster de propagande de Shanghai (chinois : 上海宣传画艺术中心 ; pinyin : shànghǎi xuānchuánhuà yìshù zhōngxīn ; anglais : Shanghai Propaganda Poster Art Centre), également appelé en français Musée des affiches de propagande, est un musée d'art privé consacré aux posters de propagande chinois, imprimé tout au long du XXe siècle. Il est situé au 726 route Yang'an, dans l'immeuble Huamin Han Zhen International Plaza (华敏翰尊国际大厦), dans le District de Changning à Shanghai, il était situé de 2012 à 2019, au 868 route Huashan (华山路868号).
Le conservateur du musée, Yang Peiming (杨培明) a commencé sa collection en 1995 comme un loisir, puis à créé ce musée pour les rendre accessibles à tous. En 2014, le musée conservait 6000 posters et en affichait 400. Parmi les collection, on trouve des posters de la République de Chine (1912-1949), allant des années 1920 à 1940, ainsi que de la République populaire de Chine, avec notamment des posters de peintures du nouvel an des années 1950, ou encore de la révolution culturelle,.